# Kohlscheid
Kohlscheid Herzogenrath városrésze Aachen közigazgatási kerületében. 

## Története
1030 körül Kohlscheid területe Hermann Hezelo aacheni pfalzgróf birtokaihoz tartozott. 1140-től 1225-ig a heinsbergi grófok hűbérbirtoka volt. A vidék döntően a mezőgazdaságból élt. 
Heyden várát 1361-ben a jülichi grófok elzálogosították. II. Vilmos herceg Gothard von Bongartot nevezte ki Heyden urává, és Richterich, Horbach, Bank, Berensberg és Eygelshoven falvakból megalakította Zur Heyden alkirályságát. Ez az 1794-es francia megszállásig állt fenn.
A Scheit kifejezés először 1524-ben jelent meg írásban, a mai Südstraße területére utalva, nagyjából a Kaiserstraße-tól a piacig. A Scheit jelentése határ, Kohlscheidnél a keleti Wurm és a déli Amstelbach által határolt területet foglalja magába.
Később a Heydener Ländchen a következő kerületekre tagolódott: Eygelshoven, Horbach, Richterich, Scheit (Scheid), Klinkheide és Bank. A növekvő népesség és a szénbányászat fellendülésének köszönhetően Scheid és Klinkheide egy-egy külön kerületté fejlődott Pannesheide, Rumpen és Hasenwald (Berensberg) mellett. A 18. században a "Scheit " végződés "Scheiddé" alakult, s Kohlscheidként kezdték emlegetni.  A franciák átszervezték a közigazgatást: a Heydeni uradalomból Pannesheyd község lett; ehhez tartozott Kohlscheid, Klinkheide, Pannesheide, Gracht, Kesseles, Rumpen, Berensberg és Hasenwald. Pannesheydet (a későbbi Kohlscheidot) aztán beolvasztották a Département de la Roer-be,  Rur-megyébe.
Az 1815-ös bécsi kongresszus után az egész régió Poroszország része lett. Megalakult az aacheni kerület. Az említett helységeket a heydeni polgármesteri hivatalhoz csatolták. Pannesheidet és Richterichet 1849-től központi községi rangra emeltek, amelyeket Richterichben egy polgármester, az egyes városrészekben pedig alpolgármesterek irányítottak. Az egyesített önkormányzatnak 1886-tól 1905-ig a richterichi báró von Broich zu Haus Schönau tiszteletbeli tagja volt. 
A községi tanács 1904-től áttette székhelyét Kohlscheidba és ott tartotta üléseit. A település központja, valamint a bányászat és más iparágak (tűk, szivarok) elhelyezkedése miatt 1905-től kezdve kísérleteket tettek arra, hogy a község nevét Kohlscheidra változtassák. Ugyanebben az évben a kormányelnök engedélyezte, hogy Pannesheide község polgármesteri hivatalát Kohlscheidba (Weststraße 44) helyezzék át. 1906. április 3-án Josef Lambertzet nevezték ki ideiglenesen főállású polgármesterré. Ekkor kezdődtek meg a városháza építésének előkészületei is, mely aztán 1908-ra épült fel a Kaiserstrassén Schmidt aacheni kormányépítész tervei alapján.
1908. január 16-án a városi tanács úgy határozott, hogy a belügyminiszterhez fordul, hogy Pannesheide neve hivatalosan is Kohlscheidra változzon. II. Vilmos császár ugyanezen év szeptember 29-én jóváhagyta a kérést.
1913-ban az Eschweiler Bergwerksverein (EBV) székhelye és központi irodája Eschweiler-Pumpe-ból Kohlscheidba költözött, mivel az EBV széntermelésének súlypontja az Inder körzetből a Wurm körzetbe helyeződött át. A Laurweg-bánya Kohlscheidban volt, de a szénkitermelés 1955-ben megszűnt. Az EBV egykori főépületét, amely évek óta üresen, és részben műemlékvédelem alatt állt, 2023 májusában egy tűzvész súlyosan megrongálta.
1972. január 1-jén Kohlscheid települést az 1971-es  Aachen-törvény értelmében Herzogenrath városával és Merkstein településsel egyesítették Herzogenrath új városává.

## Földrajz

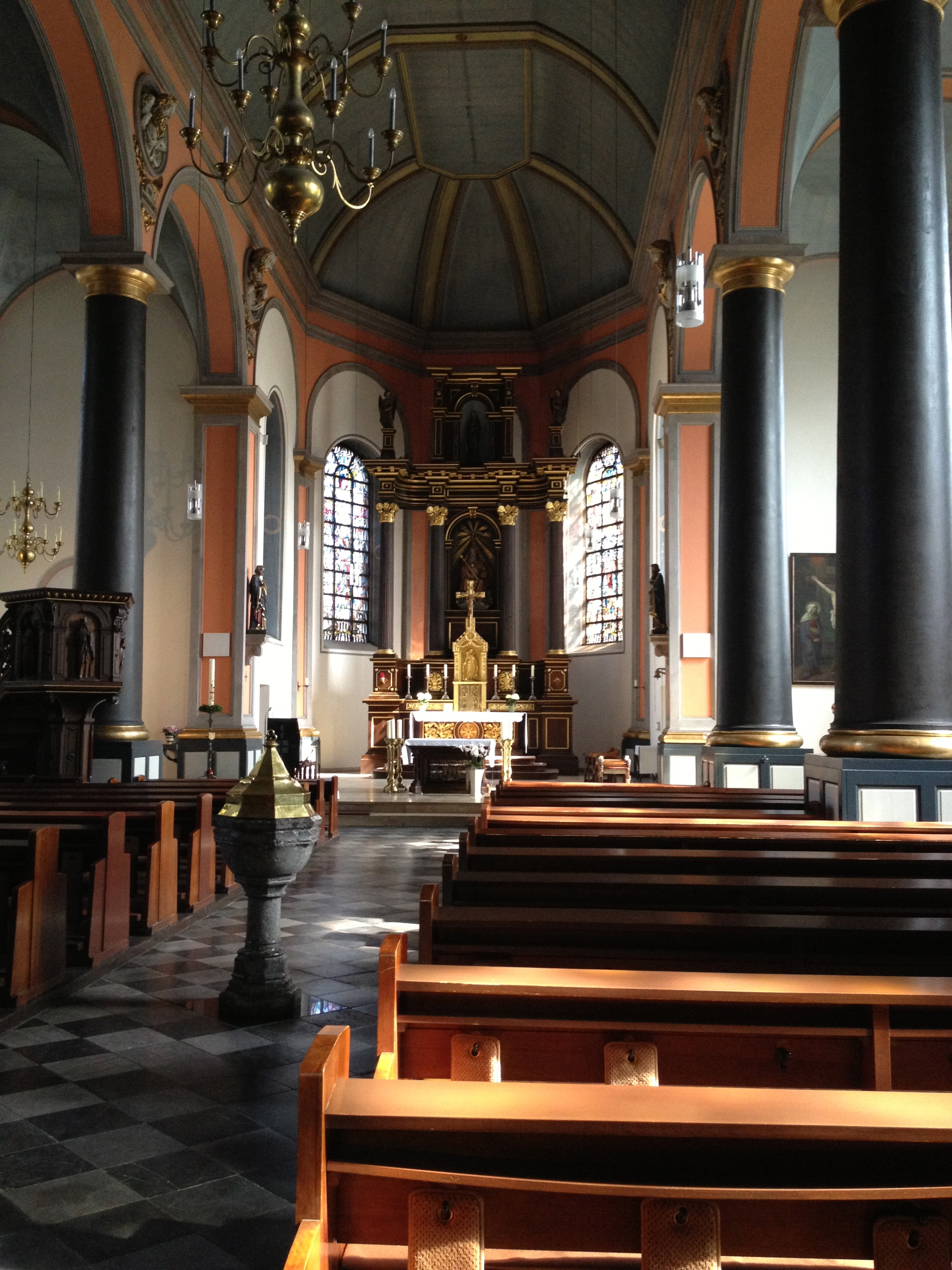
A kohlscheidi Szent Katalin katolikus plébániatemplom belső

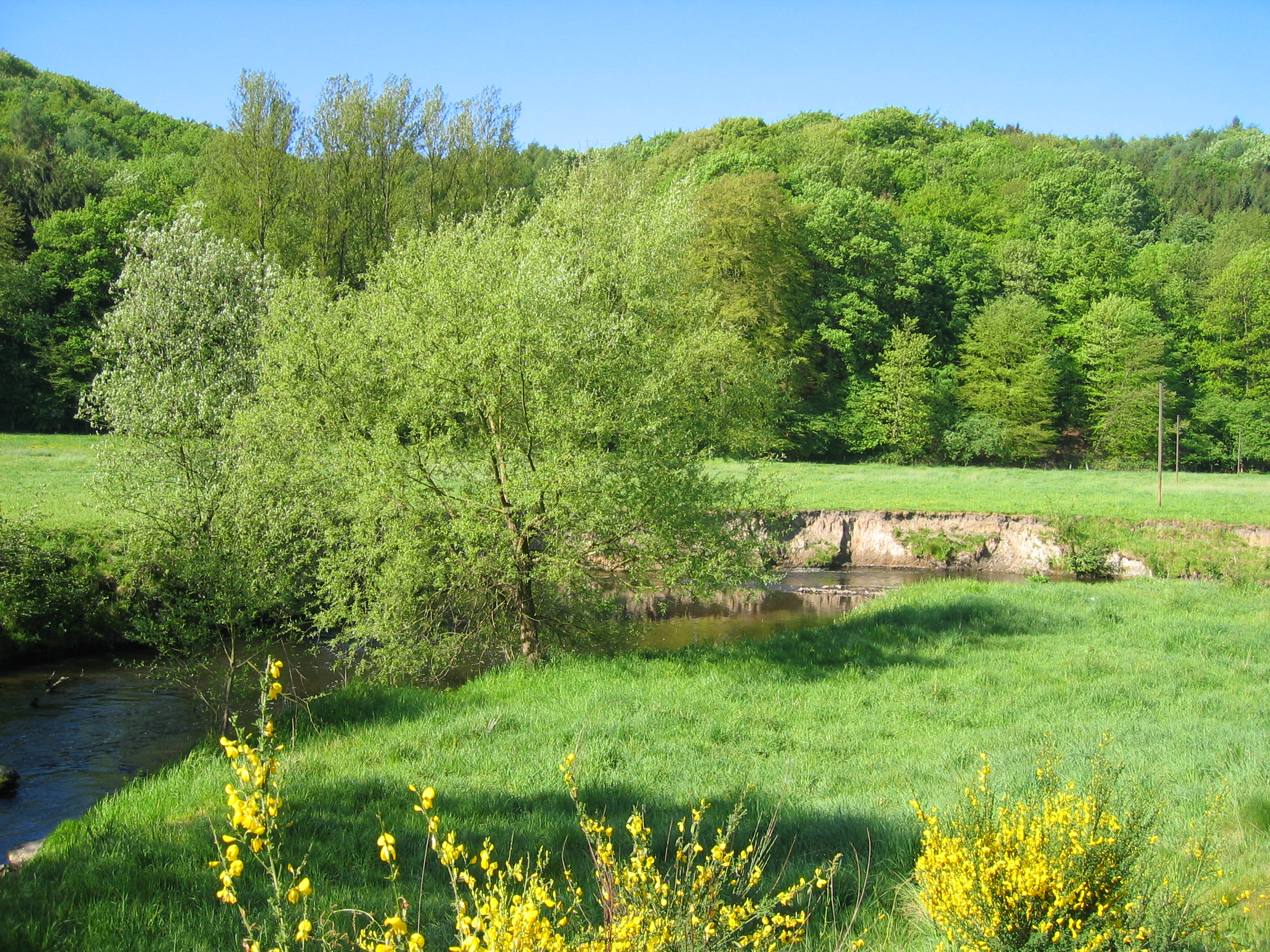
A Wurm-völgy

### Kerületek
Kohlscheid a régi helységnevek szerinti járásokra oszlik tovább.
- Bank
- Berensberg
- Dornkaul
- Mező
- Forensberg
- Hasenwald
- Kämpchen
- Kessels
- Kircheich
- Klinkheide
- Mitteluersfeld
- Mühlenbach
- Neu-Forensberg
- Pannesheide
- Roland
- Rumpen
- Schützenheide
- Schweyerhof
- Spidell
- Vorscheid
- Wilsberg

## Közigazgatás

Kohlscheid címere

### Címer
Kohlscheid címere: „Ezüstben (fehérben) fekete sávval osztott, fent kettő, lent fekete függőleges kalapács”.
Kohlscheid község 1936-ban kapott címert a Rajna-vidék Koblenzben székelő főelnöke által. A bányászat jelképeként három kalapácsot ábrázol. A fekete sáv a Broichi urak címeréből származik, akiknek korábban nagy befolyásuk volt a környéken.

## Természet és táj
Kohlscheid északi, keleti és déli része erősen urbanizált. A nyugati rész azonban rurális jellegű. 
Kohlscheid Wurmtal südlich Herzogenrath természetvédelmi területe a településtől északra, a Wurm völgyétől nyugatra fekszik, míg az Amstelbach Kohlscheidtől nyugatra folyik.

## Látnivalók
A műemlékileg védett Szent Katalin plébániatemplomot érdemes meglátogatni.
Szintén érdemes megnézni a Gut Mühlenbach műemlék tanyát, ahol az Egy kis Amerika érintése című hatrészes sorozatot forgatták. A nemes lovag, Johannes von Streithagen 1625-ben halt meg a birtokon. Egy tűzvész után az egykori kastélyt 1776 és 1782 között újjáépítették, így lett a mai Vierkanthof.
A Wurmtal südlich Herzogenrath mellett a Kohlscheidtól néhány kilométerre található Burg Rode, a Rode Kastély is a környék híres látnivalója.

## Közeli települések
Horbach, Richterich, Aachen, Würselen, Bardenberg, Straß, Kerkrade.

## Sport
Kohlscheidban található fedett foci- és tollaslabdacsarnok.
Kohlscheid több labdarúgó klubnak is otthont ad. Ezek a Kohlscheider BC, az SV Kohlscheid és a Grenzwacht Pannesheide. 
Az atlétika területén a DJK Elmar Kohlscheid klubja már számos tehetséges sportolót nevelt ki. A Kohlscheider Schwimmclub 1973 a legkülönbözőbb szintű és korosztályú sportágak számára kínál különböző lehetőségeket, bár az úszás a nyilvános fedett uszoda 2017-es lebontása óta csak nagyon korlátozott mértékben lehetséges. A Schwarz-Weiß Kohlscheid biliárdklub 2010 óta a Bundesliga 2-ben versenyez.

## St. Martinus Bogenschützen-Gesellschaft 1885 e. V.
1885 óta működik a Kohlscheid városrészben, Klinkheidéban egy lövészklub, ahol a tagok egy 30 méter magas rúdra lőnek történelmi nyílpuskával. A lövészklubnak már a világháború alatt is megvolt a maga története. A St Martinus íjászok ma is aktívak, és új klubtagokat keresnek. Hagyományosan minden évben megrendezik a királymadárlövészetet.

## Közlekedés

### Vasúti közlekedés
A kohlscheidi állomás a Aachen–Mönchengladbach-vasútvonalon található. Az állomás négy vágányú; a két szélső peron a Herzogenrath felé vezető kijárati jelzők mögötti összefüggő fővágányokon található.

### Buszközlekedés
Kohlscheid autóbusz-közlekedési csomópontja a Kohlscheid Weststraße, amelyet az ASEAG HZ2, WÜ1, 34, 47, 80 és 147-es AVV-járatai szolgálnak ki. Az ASEAG 17-es és 27-es buszjáratai szintén áthaladnak Kohlscheid banki városrészén. Az ASEAG 54-es buszjárata a Südstraße és a Kohlscheider Markt érintésével halad át Kohlscheidon. Ezek a buszjáratok összekötik Kohlscheidot Aachen, Herzogenrath, Laurensberg, Richterich és Würselen városokkal. Ezenkívül az ASEAG N3 és N6 éjszakai expresszjáratai közlekednek a szombat, vasárnap és ünnepnapok előtti éjszakákon.

### Autópálya-összeköttetés
A legközelebbi autópálya-csomópont Aachen-Laurensberg az A 4-es autópályán.

## Népesség
Kohlscheid teljes népessége 19 008 fő (2016. január 1-jén).

## Híres kohlscheidiak
- Franz Wilhelm Ross (1838  –1901) építőmester és államilag elismert kőművesmester
- Eduard Linse (1848 –1902) a historicizmus építészmérnöke.
- Robert Brenner (1862  – 1935) a német szénbányászat vezetője.
- Franz Brenner (1863 – 1928) a német szénbányászat vezetője.
- Thaddäus Soiron (1881 – 1957) ferences szerzetes teológus és egyetemi tanár.
- Philipp Bremen (1909 – 1977) politikus (CDU), Észak-Rajna-Vesztfália tartományi parlamentjének tagja.
- Jacob Kremer (1924 – 2010) római katolikus pap, teológus és újszövetségkutató.
- Kaspar Vallot (1925  –) az Aachener Nachrichten című újság volt főszerkesztője.
- Josef Martinelli (1936 –) az Alemannia Aachen korábbi játékosa, az 1968/69-es Bundesliga első helyezett csapatának tagja.
- Hans-Martin Küsters (1946 – 2014) német művész (fotóművész) és pedagógus.
- Raymund Havenith (1947 – 1993) zongoraművész és egyetemi tanár.
- Cornel Bücken (1951 –) szobrász, 1968 és 1975 között a Német Kerékpáros Szövetség válogatott versenyzője.
- Gerard Kever (1956  –) festőművész és grafikus.

## Fordítás
Ez a szócikk részben vagy egészben  a   Kohlscheid  című német Wikipédia-szócikk ezen változatának fordításán alapul.  Az eredeti cikk szerkesztőit annak laptörténete sorolja fel. Ez a jelzés csupán a megfogalmazás eredetét és a szerzői jogokat jelzi, nem szolgál a cikkben szereplő információk forrásmegjelöléseként.
Ez a szócikk részben vagy egészben  a   Kohlscheid  című holland Wikipédia-szócikk ezen változatának fordításán alapul.  Az eredeti cikk szerkesztőit annak laptörténete sorolja fel. Ez a jelzés csupán a megfogalmazás eredetét és a szerzői jogokat jelzi, nem szolgál a cikkben szereplő információk forrásmegjelöléseként.